# 亚伯拉罕·哈马德
亚伯拉罕·贾迈勒·哈马德（1991年5月15日—）是美国政治人物，曾任检察官、美国陆军情报官员，自2025年起担任美国众议院亚利桑那州第八国会选区议员。作为共和党人，他在2022年选举中竞选亚利桑那州司法部长。他赢得了共和党初选，但在大选中输给民主党人克丽丝·梅斯。

## 早年生活及教育
哈马德出生于伊利诺伊州芝加哥，后来搬到了亚利桑那州凤凰城。他是叙利亚移民家庭中最小的孩子，在一个混合信仰家庭中长大。他的父亲是穆斯林，母亲则隶属于德鲁兹教派。
哈马德在亚利桑那州立大学获得本科学位，后来在亚利桑那大学詹姆斯·罗杰斯法学院获得法律博士学位。在法学院学习期间，亚利桑那州检察官顾问委员会授予哈马德乌达尔奖学金。

## 军旅生涯
哈马德自2016年起在美国陆军预备役担任情报官，军衔为上尉。在基地组织宣布对2019年12月彭萨科拉海军航空基地恐怖袭击负责后，他于2020年被派往沙特阿拉伯。他对沙特武装部队成员进行了14个月的培训，后于2021年返回美国，并因此荣获功绩服役勋章。

## 早年职业生涯

### 法律生涯
哈马德在法律职业生涯的起步阶段曾在图森市检察官办公室担任无薪实习生。他于2017年5月通过了亚利桑那州律师资格考试，并在两个月后开始在马里科帕县检察官办公室担任检察官。据《亚利桑那共和报》报道，哈马德在担任县检察官期间至少起诉了六起案件。他于2021年9月辞去该职务，理由是他希望专注于自己的政治竞选，并且自2020年7月接受军事派遣以来已长时间没有任职。

### 2022年总检察长选举

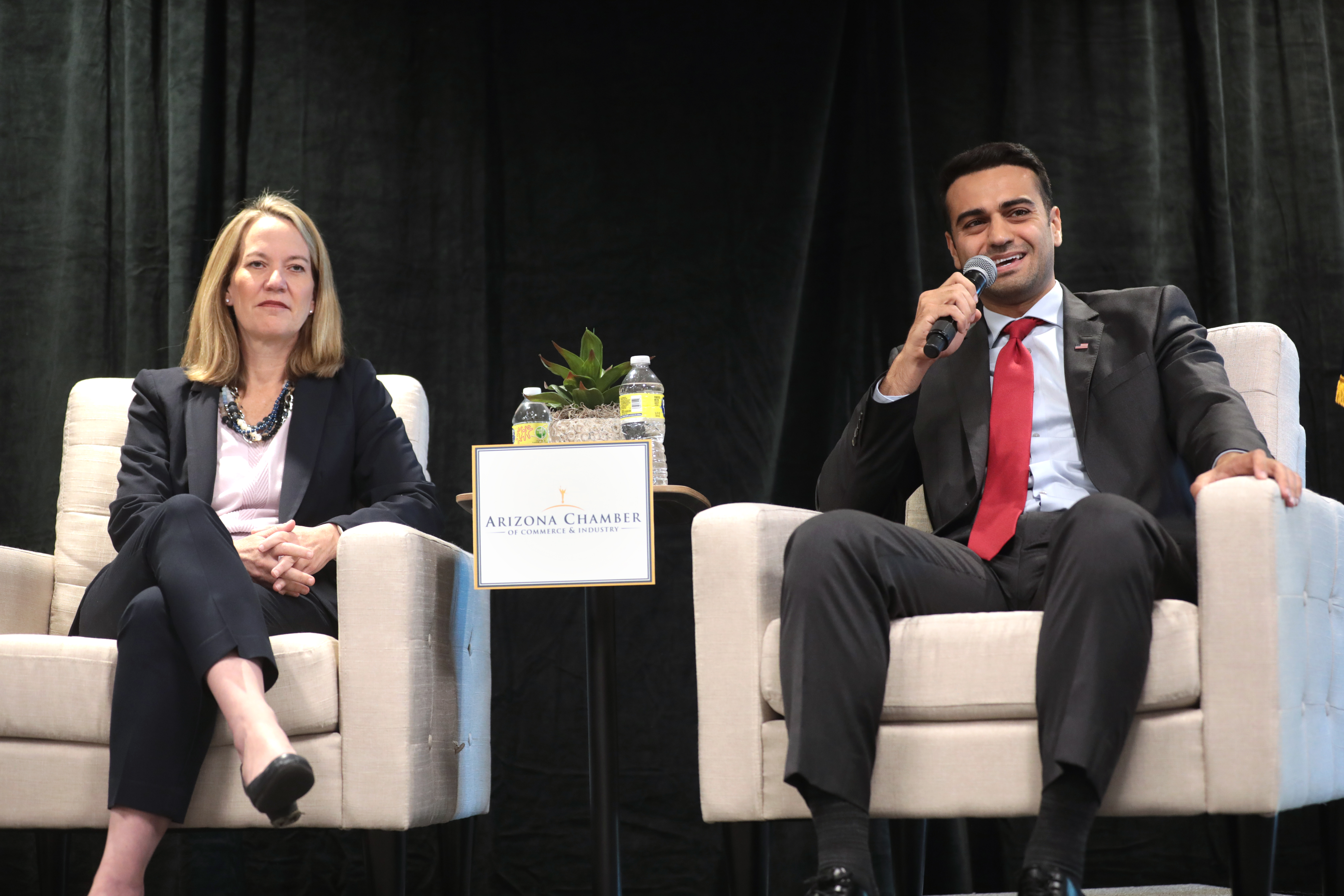
哈马德与克丽丝·梅斯出席2022年9月的候选人论坛

哈马德的政治生涯始于2021年11月，当时他启动了亚利桑那州总检察长的竞选活动。他的主要竞选议题是选举安全，他公开支持关于2020年总统选举存在广泛选举舞弊的指控，这是前总统唐纳德·特朗普及其盟友在败给现任总统乔·拜登后提出的论调。他的其他竞选议题包括加强州边界法律的执行、支持执法机关以及反对科技公司审查言论。在竞选的第一周内，哈马德的竞选团队宣布他筹集了超过10万美元的资金。他在2022年6月获得了特朗普的支持，并在8月的共和党初选中获胜，击败了前市议员罗德尼·格拉斯曼和前州最高法院法官安德鲁·古尔德。
在大选中，哈马德将面对民主党候选人克丽丝·梅斯，此人是法学教授，曾担任亚利桑那州公司委员会主席。预测者认为这场选举胜负难料，理由是两位候选人在各自领先的民调中领先幅度都很大，而且由于民主党最近在全州竞选中获胜，亚利桑那州成为了一个摇摆州。在11月8日选举当日计票仍在进行中，梅斯仅领先哈马德几千票，很难说哪位候选人能够赢得选举。最终计票结果于11月21日出来后，梅斯在总计250万张选票中领先哈马德510票，致使此次选举是今年差距最小的总检察长选举。由于胜选差距低于总选票数的0.5%，根据州法律将于12月5日起自动重新计票。12月29日，马里科帕县高等法院法官蒂莫西·托马森宣布梅斯以280票的微弱优势获胜，这是亚利桑那州历史上双方票数最接近的选举之一。

#### 法律挑战
最终计票完成后，哈马德首次试图对选举结果提出质疑，但由于州法律规定在结果认证后才能对选举结果提出质疑，因此他的案件被兰德尔·沃纳法官驳回。

### 国会议员
在2024年美国众议院选举中，哈马德在亞利桑那州第八國會選區中胜出，2025年1月3日起担任第119届美国国会议员。

#### H.Res.110提案
2025年2月5日，哈马德议员提交了决议案H.Res.110，“禁止在众议院设施内分发受中国共产党控制的出版物，并用于其他目的”，有20位议员作为共同签署人。，这是该议员第一份决议案。在接受福克斯新闻报道时，该议员称，“我第一天走进办公室时，看到了桌子上堆着一堆报纸，有《华盛顿邮报》、《华尔街日报》、《纽约时报》，其中还夹着一份《中国日报》。”“我看着它，心想，‘我们为什么要收到《中国日报》？’后来经过调查，我们发现这是一份由中国共产党所有的报纸，而且是注册的外国代理人。”
哈马德议员的官网宣称，“这对他来说是个人信念——他认为国会应该是一个让美国人民声音闪耀的地方，而不是像中共这样的敌对政权表演的舞台。”
2025年3月11日，美国众议院行政委员会宣布禁止向国会议员办公室派发中国日报。